# Zabergan

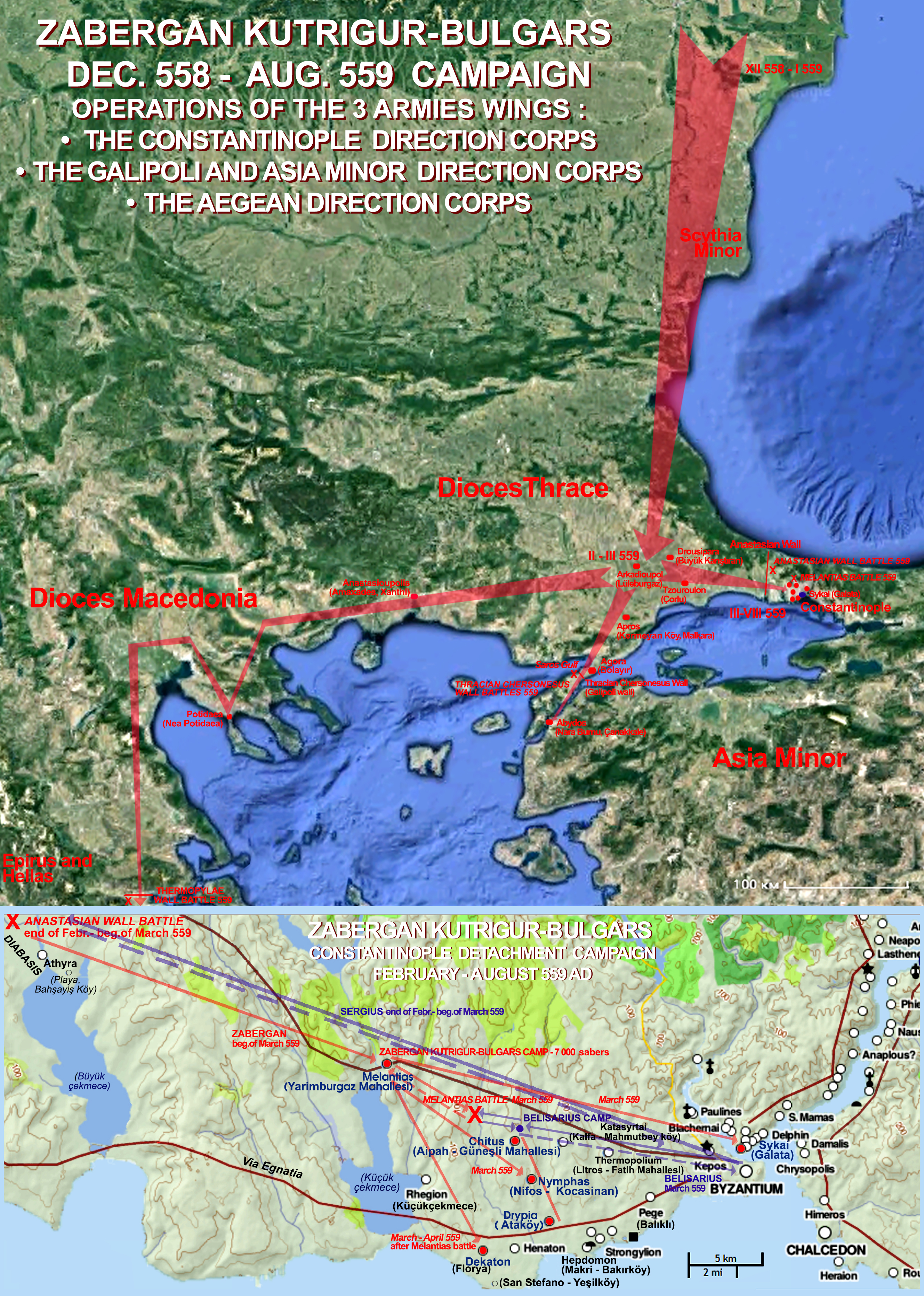
Carte de l'empire byzantin au VIe siècle, montrant les années 550, Zabergan

Zabergan ou Samergan est un chef des Huns Koutrigoures qui attaqua l'Empire byzantin au milieu du VIe siècle.

## Histoire
Ses origines sont obscures et selon Otto Maenchen-Helfen, Zabergan est un nom d'origine iranienne.
En 558, après avoir combattu pendant six ans Sandilkh, chef des Huns Outigoures, Zabergan décide de punir l'empereur byzantin Justinien qui avait soutenu son ennemi. À la tête d'une horde hétéroclite constituée notamment de Koutrigoures, de Slaves et de Bulgares, il franchit le Danube gelé au cours de l'hiver 558/559, envahit la Thrace, et établit son campement près d'Andrinople ; là, il divise son armée en trois corps pour attaquer simultanément le cœur de la Grèce, la Chersonèse et la région de Constantinople. Zabergan se chargea personnellement de cette dernière expédition en prenant avec lui sept mille hommes, l'élite de sa nombreuse cavalerie.
En 559, il réussit à franchir le mur d'Anastase, en mauvais état, et à pénétrer avec ses troupes dans la campagne de Constantinople où il dressa son camp, à une vingtaine de kilomètres des murailles de la cité impériale. Son apparition inattendue jeta Constantinople dans un trouble extrême et de nombreux habitants désertèrent leurs maisons pour aller s'entasser sur les places et dans les églises. Une troupe composée de volontaires et de gardes du palais, partie pour reconnaître l'ennemi, fut décimée. Encouragé par ce premier succès, Zabergan sortit de son camp et vint parader avec ses cavaliers devant la Porte d'Or, au grand désespoir de la ville qui ne pouvait plus recevoir de secours que par mer ; « c'était pour l'œil des Romains un triste et décourageant spectacle que ces bandes de cavaliers hideux courant la campagne, fouillant les villas pour en tirer des femmes ou du butin et transformant en écuries les portiques de marbre et de cèdre ». L'arrivée dans Constantinople du général Bélisaire redonna espoir aux habitants et à l'empereur Justinien qui lui confia la défense de la ville. Bélisaire décide alors d'aller à la rencontre du chef hun et d'installer à quelques kilomètres du campement des Barbares sa petite armée, bientôt renforcée par des paysans volontaires. Zabergan voulut mener une attaque surprise avec une petite troupe de 2 000 cavaliers mais tomba dans une embuscade dans une zone boisée qui séparait les deux camps : « les cavaliers romains se démasquèrent et chargèrent à la fois sur les deux flancs en brandissant leurs armes et poussant ensemble de grands cris auxquels répondirent les paysans qui se mirent à frapper les arbres, à secouer et traîner des rameaux, comme il leur avait été ordonné… Ce fut un tumulte effroyable, un pêle-mêle de chevaux qui se cabraient, de cavaliers renversés sous leurs montures, de masses se pressant se culbutant les unes sur les autres ». Zabergan perdit 400 hommes mais put s'échapper avec le reste de sa troupe et rejoindre son campement. 

Carte de la ville de Constantinople et du Bosphore de Thrace

Il s'éloigna de Constantinople tout en pillant la Thrace et attendit le retour des deux autres divisions de son armée auxquelles il avait envoyé l'ordre de se rallier. Elles n'avaient pas été plus heureuses que la sienne ; la division de Grèce fut arrêtée aux Thermopyles et celle de la Chersonèse avait également échoué. Dépité, Zabergan reprit le chemin du Danube, traînant derrière lui une armée de captifs composée d'habitants des villes, de femmes, d'enfants et de vieillards qu'il avait enlevés lors de son expédition pour négocier plus tard leur libération en échange d'une rançon. Il fit annoncer partout que les prisonniers qui n'auraient pas été rachetés par leurs familles seraient mis à mort sous un court délai ; l'empereur Justinien les rachètera des deniers publics et on l'en blâmera.
Alors qu'il franchissait le Danube, Zabergan fut attaqué par Sandilkh, poussé par l'empereur Justinien à attaquer le chef koutrigoure. La guerre entre Outigoures et Koutrigoures recommença. L'historien byzantin Agathias dira à propos de ce conflit : « le feu de la guerre s'alluma tellement entre ces deux peuples, qu'ils ne cessèrent plus de s'incommoder, tantôt par de légères escarmouches, tantôt par de véritables batailles, jusqu'à ce que leurs forces en aient été ruinées et que leur nom en ait été tout à fait éteint ». Zabergan mourut probablement lors de cette guerre et les survivants des deux tribus hunniques intégrèrent d'autres groupes de cavaliers nomades parmi lesquels, les Avars de Bayan.

## Postérité
Le pic Zabergan en Antarctique a été nommé en son honneur.

## Sources
- Agathias, Histoires ( « Sur le règne de Justinien », Livre V)
- Théophane, Chronographie